# Karangpaningal (Tambaksari)
Karangpaningal is een bestuurslaag in het regentschap Ciamis van de provincie West-Java, Indonesië. Karangpaningal telt 3340 inwoners (volkstelling 2010).